# الفتاة الساحرة أوري
الفتاة الساحرة أوري (باليابانية: 魔法少女俺، بالروماجي: Mahō Shōjo Ore) هي سلسلة مانغا من تأليف ورسم إيتشوكوسين موكون نشرت من قبل فيوجين برودكتخ في مجلة كوميك بي، منذ عام 2012 حتى عام 2014. تم تجميع فصول المانغا في مجلدين تانكوبون. أنتجت إلى مسلسل أنمي تلفزيوني من قبل استوديو بيرو +. عرض الأنمي 2 أبريل عام 2018 واستمر عرضه حتى 18 يونيو عان 2018، وتكون 12.

## القصة
تور أحداث القصة ساكي أونو هي فتاة تبلغ من العمر 15 عامًا في المدرسة الثانوية، وهي أيضًا عضوة في فرقة آيدول ياباني لا تحظى بشعبية كبيرة. على الرغم من ذلك، فإنها تحب تمامًا الوقت الذي تقضيه مع صديقتها المفضلة ساكويو ميكاجي. تغيير حياة ساكي عندما تكتشف أن والدتها سايوري، كانت "فتاة سحرية"، ولكن نتيجة لمشاكل في الظهر، وجدت أنه من الضروري نقل منصبها إلى أبنتهتا ساكي.

## الشخصيات
ساكي أونو /  (باليابانية: 卯野 さき، بالروماجي: Uno Saki)
أداء صوتي: أياكا أوهاشي (قبل التحول)، كايتو إيشيكاوا (بعد التحول إلى رجل)
ساكويو ميكاغي / الفتاة الساحرة ساكيغاسوكي (باليابانية: 御翔 桜世، بالروماجي: Mikage Sakuyo)
أداء صوتي: ساتشيكا ميساوا [الإنجليزية] (قبل التحول)، واتارو هاتانو (بعد التحول إلى رجل)
سايوري أونو / الساحرة ميلف سايو - تشان (باليابانية: 卯野 さより، بالروماجي: Uno Sayori)
أداء صوتي: أيا هيساكاوا(قبل التحول)، كينجيرو تسودا (بعد التحول إلى رجل)
موهيرو مسكاغي (باليابانية: 御翔 桃拾، بالروماجي: Mikage Mohiro)
أداء صوتي: توشيوكي تويوناغا
هيو (باليابانية: 兵衛، بالروماجي: Hyōe)
أداء صوتي: كوجي يوسا
كونامي يامو (باليابانية: 矢茂 小波، بالروماجي: Yamo Konami)
أداء صوتي: شوتارو موريكوبو
كوكورو تشان (باليابانية: ココロちゃん، بالروماجي: Kokoro-chan)
أداء صوتي: كازيا إيتشيجو
إيغو فوجيموتو (باليابانية: 藤本 一郷، بالروماجي: Fujimoto Ichigō)
أداء صوتي: ميغومي أوغاتا
ميتشيرو أوغا / الفتاة الساحرة الجميلة والخطرة الأبدية (باليابانية: 魔法少女エターナルデンジャラスプリティ)
أداء صوتي: يوكاري تامورا (قبل التحول)، كيشو تانياما (بعد التحول إلى رجل)
روكا كيرو / الفتاة الساحرة كل شيء جميل ومجنون (باليابانية: 魔法少女エブリシングクレイジービューティー)
أداء صوتي: يومي أوتشياما (قبل التحول)، تاتسوهيسا سوزوكي (بعد التحول إلى رجل)
هابي (باليابانية: ハッピー، بالروماجي: Happī)
أداء صوتي: يو هاياشي

## وصلات خارجية
- الموقع الرسمي باللغة اليابانية
- الفتاة السحريّة أوري على موقع ANN manga (الإنجليزية)